# Тьєрно Балло
Тьєрно Мамаду Ламарана Балло (нім. Thierno Mamadou Lamarana Ballo, нар. 2 січня 2002, Абіджан, Кот-д'Івуар) — австрійський футболіст івуарійського походження, півзахисник клубу «Вольфсбергер» та національної збірної Австрії.

## Ігрова кар'єра

### Клубна
Тьєрно Балла народився у Кот-д'Івуар. У віці чотирьох років разом з родиною він перебрався ло Австрії. Де у 2012 році почав займатися футболом в академії клубу ЛАСК. Після цього були ще німецькі клуби «Баєр 04» та кельнська «Вікторія».
У січні 2018 року Балло приєднався до академії лондонського «Челсі». На молодіжному рівні Балло став кращим бомбардиром у своїй віковій категорії. І перед сезоном 2021/22 був внесений до заявки першої команди «Челсі». Але через високу конкурентність в команді Балло не мав шансів пробитися до основи і вже у серпні 2021 року він повернувся до Австрії, де продовжив кар'єру, виступаючи на правах оренди у складі віденьского «Рапіда».
У січні 2022 року термін оренди завершився і Балло повернувся до «Челсі» але так і не зміг стати гравцем лондонського клубу. І в червні 2022 року  футболіст підписав дворічний контракт з клубом австрійської Бундесліги «Вольфсбергер».

### Збірна
З 2016 року Тьєрно Балло виступав за юнацькі збірні Австрії всіх вікових категорій. У 2019 році у складі збірної Австрії (U-17) Балло брав участь у юнацькому чемпіонаті Європи в Ірландії. На турнірі футболіст зіграв три матчі.
У 2024 році Тьєрно Балло був внесний в заявку національної збірної Австрії для участі у Євро-2024 у Німеччині.

## Титули і досягнення
- Володар Кубка Австрії:

«Вольфсбергер»: 2024/25